# Астра II Гюргево
ФК „Астра II“ Гюргево (на румънски: Astra II Giurgiu) футболен клуб от град Гюргево, Румъния.
Основан е през 1963 г. По-голямата част от историята си отборът прекарва в долните дивизии, а през сезон 2011-12 е участник в Румънска лига II. Става втори отбор на отбора от Румънската лига I „Астра“ Плоещ през лятото на 2010. Дотогава е познат като ФК „Дунъря“. „Астра II“ често играе контроли с отбори от България, включително в Калиакра Каварна Албена Къп. През 2012 г. клубът е закрит. През 2013 г. започва да играе под името ФК „Дунъря“ (Гюргево).